# Rignot Glacier
Rignot Glacier är en glaciär i Antarktis. Den ligger i Västantarktis. Inget land gör anspråk på området. Rignot Glacier ligger 212 meter över havet.
Terrängen runt Rignot Glacier är lite kuperad. Trakten är obefolkad. Det finns inga samhällen i närheten.